# Quatuor pour piano et cordes de Martinů
Pour les articles homonymes, voir Quatuor pour piano et cordes.
Le Quatuor pour piano et cordes H. 287 est un quatuor pour piano, violon, alto et violoncelle de Bohuslav Martinů. Composé en 1942, il appartient à la période américaine du compositeur. Il a été créé à Lenox (Massachusetts), au Berkshire music center en août 1942.

## Structure
1. Poco allegro
2. Adagio
3. Allegretto poco moderato

La durée d'exécution est d'environ vingt cinq minutes.